# Novigrad (opčina)
Novigrad (italsky Novegradi) je vesnice, přímořské letovisko a správní středisko stejnojmenné opčiny v Chorvatsku v Zadarské župě. Nachází se asi 28 km severovýchodně od Zadaru. V roce 2011 žilo v Novigradu 534 obyvatel, v celé opčině pak 2 375 obyvatel. Podle Novigradu bylo pojmenováno Novigradské moře a zátoka Luka Novigrad, u níž se vesnice rozkládá.
Do teritoriální reorganizace v roce 2010 byl Novigrad součástí opčiny města Zadar.
Součástí opčiny jsou celkem tři trvale obydlené vesnice. Ačkoliv je střediskem opčiny vesnice Novigrad, jejím největším sídlem je Pridraga.
- Novigrad – 534 obyvatel
- Paljuv – 371 obyvatel
- Pridraga – 1 470 obyvatel

Opčinou prochází státní silnice D502 a župní silnice Ž6019 a Ž6022. Opčina má přístup jak k Novigradskému, tak i ke Karinskému moři (přes vesnici Pridraga). Nad Novigradem se nachází hrad Fortica.